# دونكيرك (فلم)
دونكيرك (بالإنجليزية: Dunkirk) هو فيلم حربي من إخراج وكتابة وإنتاج كريستوفر نولان. تجري أحداثه خلال فترة الحرب العالمية الثانية وتصور عملية انسحاب دونكيرك. الفيلم من بطولة فيون وايتهيد وتوم غلين كارني وجاك لودين وهاري ستايلز وانيورين بارنارد وجيمس دارسي وباري كوغان وكينيث براناه وكيليان مورفي ومارك رايلانس وتوم هاردي. الفيلم هو إنتاج دولي مشترك بين المملكة المتحدة والولايات المتحدة وفرنسا وهولندا، وقامت وارنر بروس بتوزيعه.
أراد نولان كتابة نص يروي القصة من ثلاثة منظورات (البر والبحر والجو)، ويحتوي على القليل من الحوار لخلق التشويق فقط من خلال التفاصيل. بدأت عملية التصوير في مايو 2016 في دونكيرك، فرنسا، وأنتهت في لوس أنجلوس. المصور هويت فان هويتما صور الفيلم باستخدام كاميرات أيماكس 65 ملم والعادية 65 ملم. استخدم الفيلم المؤثرات العملية بكثرة، مثل توظيف الآلاف من الكومبارس، وتجميع القوارب التي شاركت في إخلاء دونكيرك الحقيقي، واستخدام طائرات حقيقية للتصوير الجوي.
صدر الفيلم في الولايات المتحدة والمملكة المتحدة بتاريخ 21 يوليو 2017، وصدر في الشرق الأوسط بتاريخ 27 يوليو من نفس الشهر. تلقى الفيلم مديح كبير من النقاد الذين أشادوا بالتصوير والتمثيل والإخراج والموسيقى التصويرية، مع بعض النقاد الذين وصفوه بواحد من أفضل الأفلام الحربية على الإطلاق، وأفضل أفلام نولان حتى الآن.

## القصة

### الأرض
تمكن جندي بريطاني شاب يدعى تومي من الهروب من هجوم ألماني على شوارع دونكيرك في فرنسا والوصول إلى الشاطئ حياً، حيث يستعد آلاف من قوات الحلفاء للإجلاء. يلتقي بجندي آخر يدعى جيبسون والذي يجده وهو يدفن رفيقا له. عثر الاثنان على رجل مصاب ترك ليموت بعد غارة جوية ألمانية وقرروا نقل نقالة إلى سفينة مستشفى لإجلاء الجرحى على أمل التمكن من إجلائهم أيضًا. ومع ذلك، تم منعهم وقرروا الاختباء تحت رصيف الميناء للتسلل إلى السفينة. تعرضت سفينة المستشفى للهجوم وهي تغادر وتغرق، حيث تمكن تومي وجيبسون من إنقاذ جندي آخر يدعى أليكس. تمكن الثلاثة من الصعود إلى سفينة أخرى أثناء الليل، لكن هذه السفينة تعرضت للنسف؛ ينقذ جيبسون الاثنين الآخرين ويتمكن من العودة إلى الشاطئ. في غضون ذلك، يناقش قائد البحرية الملكية البريطانية بولتون والعقيد وينانت من الجيش البريطاني الموقف حيث لن يعقد رئيس الوزراء صفقة مع الألمان وبذلك يجب إجلاء ثلاثين ألف رجل. طلبت البحرية قوارب مدنية أصغر يمكنها الإبحار مباشرة إلى الشاطئ من أجل إنقاذ المزيد من الرجال.
في اليوم التالي انضموا إلى مجموعة من الجنود الاسكتلنديين الذين رصدوا قارب صيد تقطعت به السبل على الشاطئ خارج محيط الحلفاء. يختبئون بالداخل على أمل الإخلاء عند ارتفاع المد. بدأ الألمان في إطلاق النار على السفينة دون أن يعرفوا أن الجنود بداخلها. تجعل الثقوب من المستحيل على القارب أن يبقي طافيًا. يدرك أليكس أن جيبسون لم ينطق بكلمة واحدة حتى الآن، متهمًا إياه بأنه جاسوس ألماني وطالبه بمغادرة السفينة لجعلها أخف. يدافع تومي عنه، لكن جيبسون يكشف عن نفسه بأنه فرنسي سرق هوية الجندي الذي كان يدفنه على أمل أن يتظاهر بأنه بريطاني ويتم إجلاؤه. يتمكن أليكس وتومي والاسكتلنديون من الهروب من السفينة الغارقة، لكن جيبسون يظل محاصر بالداخل ويغرق. يسبح الجنود بالقرب من كاسحة ألغام، لكن قاذفة ألمانية تتمكن من إغراقها. ينقذهم يخت السيد داوسون قبل أن يشتعل الوقود بالسفينة، لكن ينتهي الأمر بالعديد من الجنود بالموت. يعبرون القناة الإنجليزية إلى دورست، في قطار. يتوقع أليكس وتومي أن يعاملوا بازدراء من قبل الشعب البريطاني، لكن بدلاً من ذلك يتم الترحيب بهم كأبطال.
لا يزال بولتون والجنود على الشاطئ متابعين لوصول القوارب المدنية الصغيرة التي جاءت لإنقاذ القوات. ويسر القائد أن يشرف على إجلاء أكثر من ثلاثمائة ألف جندي بريطاني من دونكيرك، أي عشرة أضعاف ما كان متوقعا. يترك وينانت الشاطئ، لكن بولتون يقرر البقاء.

### البحر
البحرية الملكية تطلب عدة زوارق خاصة للمشاركة في الإخلاء. يتعاون السيد داوسون دون تردد، لكنه قرر أن يبحر بنفسه إلى دونكيرك على متن يخته مع ابنه بيتر بدلاً من السماح لطاقم من البحرية بتولي المسؤولية. صديق بيتر جورج ينضم إليهم على أمل القيام بشيء مهم. يشقون طريقهم عبر القناة الإنجليزية وينقذون جنديًا مصابًا بصدمة نفسية من حطام سفينته. يحاول الجندي قتال داوسون للسيطرة على القارب عندما يكتشف أنهم يبحرون إلى دونكيرك وليس إلى المملكة المتحدة، وينتهي به الأمر بضرب جورج والتسبب في إصابة برأسه تسبب له العمى.
يشاهدون طائرة نافثة للهب تتحطم في المحيط ويقوم طيار الإنقاذ كولينز قبل أن تغرق الطائرة تمامًا. يعثر القارب على كاسحة ألغام تتعرض للهجوم من قبل قاذفة ألمانية وتتبع مقاتلًا بريطانيًا في طريقه تطارده طائرة ألمانية أخرى. يتفادى اليخت هجمات العدو ومناوراته بالقرب من السفينة المتضررة لإنقاذ الجنود في الماء، ونجوا بأعجوبة من انفجار الوقود. يستعيد داوسون وبيتر أكبر عدد ممكن من الناجين، بمن فيهم تومي وأليكس، بينما يكتشفان أن جورج مات. يشعر بيتر بالأسف على الجندي المصاب ويؤكد له أن جورج سيكون على ما يرام. يتم تهنئة داوسون من قبل الرجال الذين أنقذهم عندما وصل إلى دورست. يرى الجندي المصاب بصدمة نفسية جثة جورج وهي تُحمل من حجر القمر وتغادر في نفس قطار تومي وأليكس. يقدم بيتر في اليوم التالي صورة لجورج تصف مشاركته في عملية الإخلاء بالبطولة.

### الجو
يعبر الطيارون فاريير وكولينز وقائدهم في سلاح الجو الملكي القناة الإنجليزية في نافثة لللهب بهدف توفير الدعم الجوي للجنود في دونكيرك، حيث يتم توجيههم لتوفير الوقود الكافي لرحلة العودة إلى المملكة المتحدة. يتعطل مقياس الوقود في طائرة فاريير، لكنه يواصل مهمته. يتمكن الطيارين من إسقاط طائرة معادية، لكن طائرة كولينز تضررت وأجبر على الهبوط اضطراريا في الماء. يبقى فاريير وحده في مواجهة قوات الألمان. يشهد على تدمير كاسحة ألغام من قبل قاذفة ألمانية وبالتالي تغرق سفينة الصيد، تمكن فاريير من إسقاط المفجر أثناء مطاردته. تسقط طائرة فارييرعلي الشاطئ ويتم أسره من قبل قوات الألمان.

## طاقم العمل
- فيون وايتهيد بدور تومي.
- توم غلين كارني في دور بيتر.
- جاك لودين في دور كولينز.
- هاري ستايلز بدور أليكس.
- انورين بارنارد في دور جيبسون.
- جيمس دارسي في دور العقيد وينانت.
- باري كيوغان في دور جورج.
- توم هاردي في دور دور فاريير.
- كيليان مورفي في دور الجندي المرتعش.
- مارك رايلانس في دور السيد داوسون.
- كينيث براناه في دور القائد بولتون.

## الإنتاج

### تطوير القصة
تصور المخرج كريستوفر نولان فكرة الفيلم في منتصف التسعينيات، عندما أبحر هو وزوجته إيما توماس عبر القناة الإنجليزية، لكي يتتبعوا مسار العديد من القوارب الصغيرة في إخلاء دونكيرك. فكر نولان في ارتجال الفيلم بأكمله بدلاً من كتابة سيناريو، لكن زوجته أقنعته بخلاف ذلك. في عام 2015، كتب نولان سيناريو مؤلفًا من 76 صفحة،  استلزم هيكلها الدقيق شخصيات خيالية، بدلاً من شخصيات تستند إلى شهود عيان.
تُروى القصة من ثلاث وجهات نظر - الأرض (تتم خلال أسبوع) والبحر (تتم خلال يوم) والجو (تتم خلال ساعة). صاغ نولان الفيلم من وجهة نظر الشخصيات، بقصد استخدام المرئيات بدلاً من الحوار والخلفية الدرامية. أراد نولان دمج ما يسمى بـ «تأثير كرة الثلج». قال نولان إنه حضر للفيلم وكأنه فيلم وثائقي، وانجذب للمشروع لاختلافة عن أفلام هوليوود المعتادة.
أجل نولان دونكيرك إلى أن يكتسب الخبرة الكافية في إخراج أفلام الحركة عالية الإنتاج. لنقل وجهة نظر الجنود على الشاطئ. تجاهل نولان مشاهد ونستون تشرشل والجنرالات في غرف الحرب، لأنه لم يكن يريد للفيلم «التورط في السياسة». عرض نولان لأعضاء الطاقم أحد عشر فيلمًا ألهمته: كل شيء هادىء على الجبهة الغربية، فضائي، سرعة، غير قابل للإيقاف، الطمع، شروق الشمس: قصة بشريين، ابنة رايان، معركة الجزائر، عربات النار، المراسل الأجنبي، اثنان منها فقط من أفلام الحرب.
تم اختيار فريق الإنتاج والمواقع الاستكشافية قبل أن يطلب نولان وتوماس من شركة وارنر براذرز صنع الفيلم. قام نولان ومصمم الإنتاج ناثان كرولي بجولة في شاطئ دونكيرك أثناء استكشاف الموقع، وقرروا التصوير هناك على الرغم من التحديات. أنشأ كرولي قسمًا فنيًا مؤقتًا في مرآب نولان القديم، كما هو معتاد، وصور فوتوغرافية ملونة بالأبيض والأسود لفهم الشكل المرئي بشكل أفضل. تم تصميم الشكل ليبدو معاصراً قدر الإمكان. تم اختيار هويت فان هويتما، الذي سبق له التعاون مع نولان في فيلم بين النجوم، كمدير للتصوير الفوتوغرافي. ذكرت صحيفة هوليوود ريبورتر أن نولان أبرم صفقة مع شركة وارنر براذرز للحصول على راتب قدره 20 مليون دولار بالإضافة إلى 20 ٪ من إجمالي أرباح شباك التذاكر؛ ومع ذلك، ذكرت فانيتي فير أن نولان وافق على راتب مقدم منخفض مقابل الحصول على نسبة أكبر من أرباح شباك التذاكر.
بدأت مرحلة ما قبل الإنتاج في يناير 2016. بالنسبة للأزياء الرسمية، كان مصمم الأزياء جيفري كورلاند يهدف إلى تحقيق التوازن بين الدقة التاريخية والجماليات. نظرًا لأن نسيج الصوف لم يتم إنتاجه منذ عام 1940، فقد تم تصنيعه من الصفر، وهو مصمم خصيصًا للطاقم الرئيسي. صُنع الزي الرسمي في مصنع في باكستان وصنعت الأحذية في المكسيك.

### إختيار طاقم التمثيل

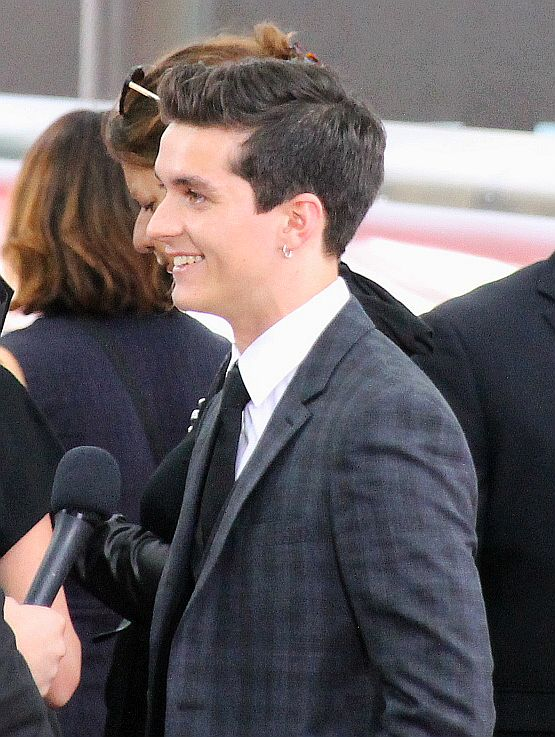
فيون وايتهيد أثناء العرض الأول لفيلم دونكيرك

بعد أن كشفت الروايات الأصلية عن الإخلاء أن الجنود كانوا صغارًا وعديمي الخبرة، قرر نولان اختيار ممثلين شبان وغير معروفين لمشاهد الشاطئ. كما كان مصرا على أن يكون جميع الممثلين بريطانيين. كان جون بابسيدرا وتوبي ويل المسؤولين عن اختيار الممثلين لدونكيرك. كان توم هاردي، وكينيث براناه، ومارك ريلانس في محادثات للانضمام إلى الفيلم كشخصيات ثانوية في أواخر عام 2015. تم اختيار فيون وايتهيد كممثل رئيسي في مارس 2016، بينما تمت إضافة جاك لودين وانيورين بارنارد وهاري ستايلز بعد فترة وجيزة. انضم كيليان مورفي في الشهر التالي.

### التصوير
بدأ التصوير الفوتوغرافي الرئيسي في 23 مايو 2016 في دونكيرك، وتم التخطيط له لتجنب يوم الباستيل وبالتزامن مع تواريخ الإخلاء الحقيقي. استمر الإنتاج لمدة أربعة أسابيع في أورك، هولندا، أسبوع واحد في دورست، المملكة المتحدة، ولمدة أسبوعين في منارة بوينت فيسينتي كاليفورنيا، الولايات المتحدة.

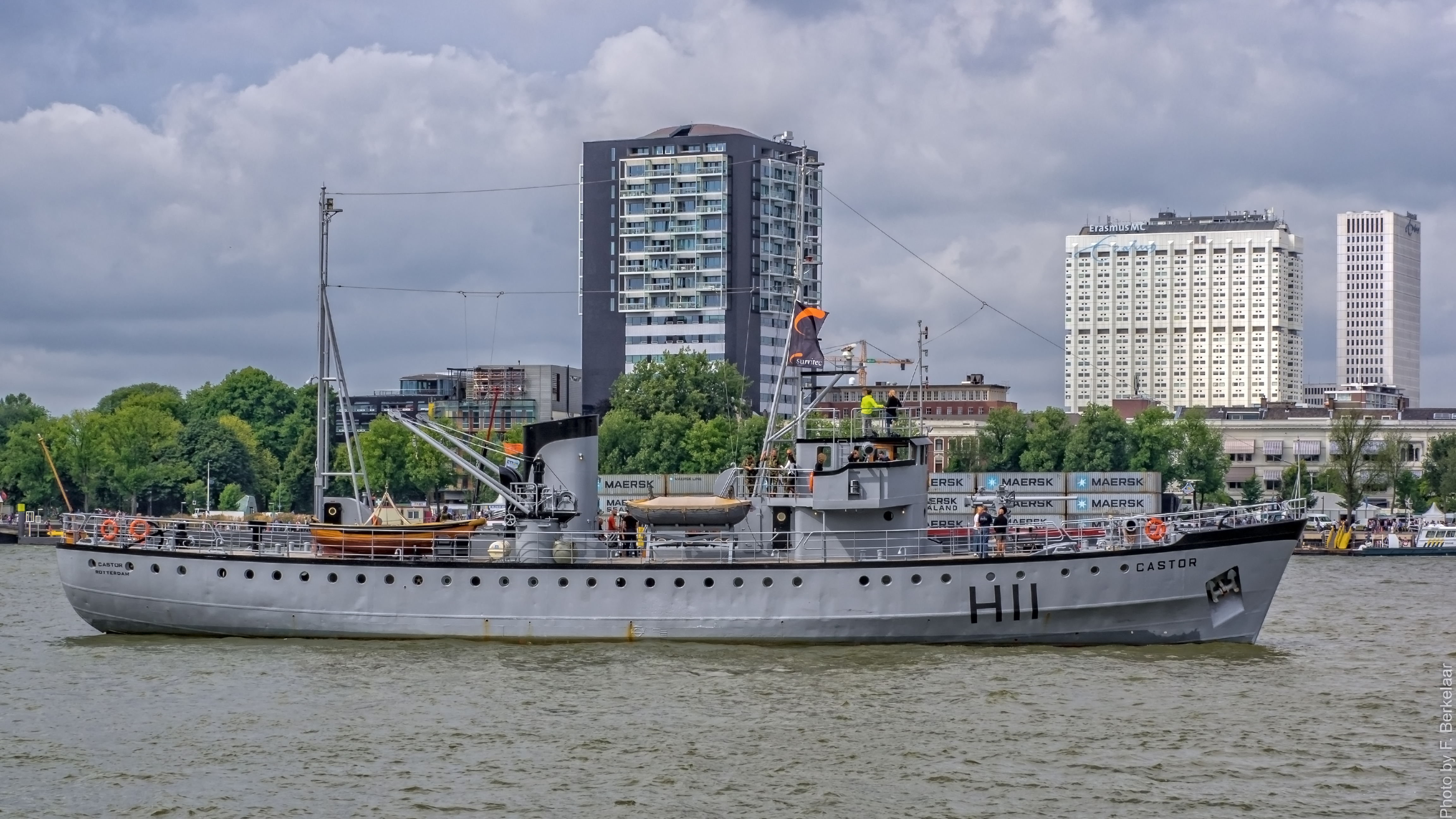
سفينة تم تجديدها لتشبه سفن البحرية الملكية الهولندية

تم التصوير في دونكيرك في موقع الإخلاء الحقيقي، بينما تم تصوير مشاهد الشوارع في مالو ليه بان القريبة لأن معظم المباني في دنكيرك دمرت في الحرب. كما أثرت الإضرابات العمالية واللوائح الفرنسية على الجدول الزمني للتصوير.
تم تصوير المشاهد المبكرة للفيلم في ميناء ويموث، والمشاهد الأخيرة في محطة سكة حديد سواناج. تم استخدام استوديو فولز ليك التابع لشركة يونيفرسال بيكتشرز في لوس أنجلوس للمشاهد الداخلية والخارجية لسفينة وطائرة غارقة، مع تصوير المشاهد الداخلية للسفينة في خزان مياه. للتأقلم مع مشاهد المياه الباردة، خضع ستايلز ووايتهيد لجلسات تدريبية في بوينت دوم.
حدد كراولي ونيل أندريا ما يقرب من ستين سفينة، قام نولان بتجديدها للتصوير. وشملت هذه السفن المدمرة البحرية الفرنسية (Maillé-Brézé)، والتي صُنعت لتبدو وكأنها سفينة حربية بريطانية عام 1940 حيث لم تكن هناك مدمرات بريطانية في زمن الحرب مع محركات تعمل. كما تم استخدام ثلاث سفن تابعة للبحرية الملكية الهولندية.

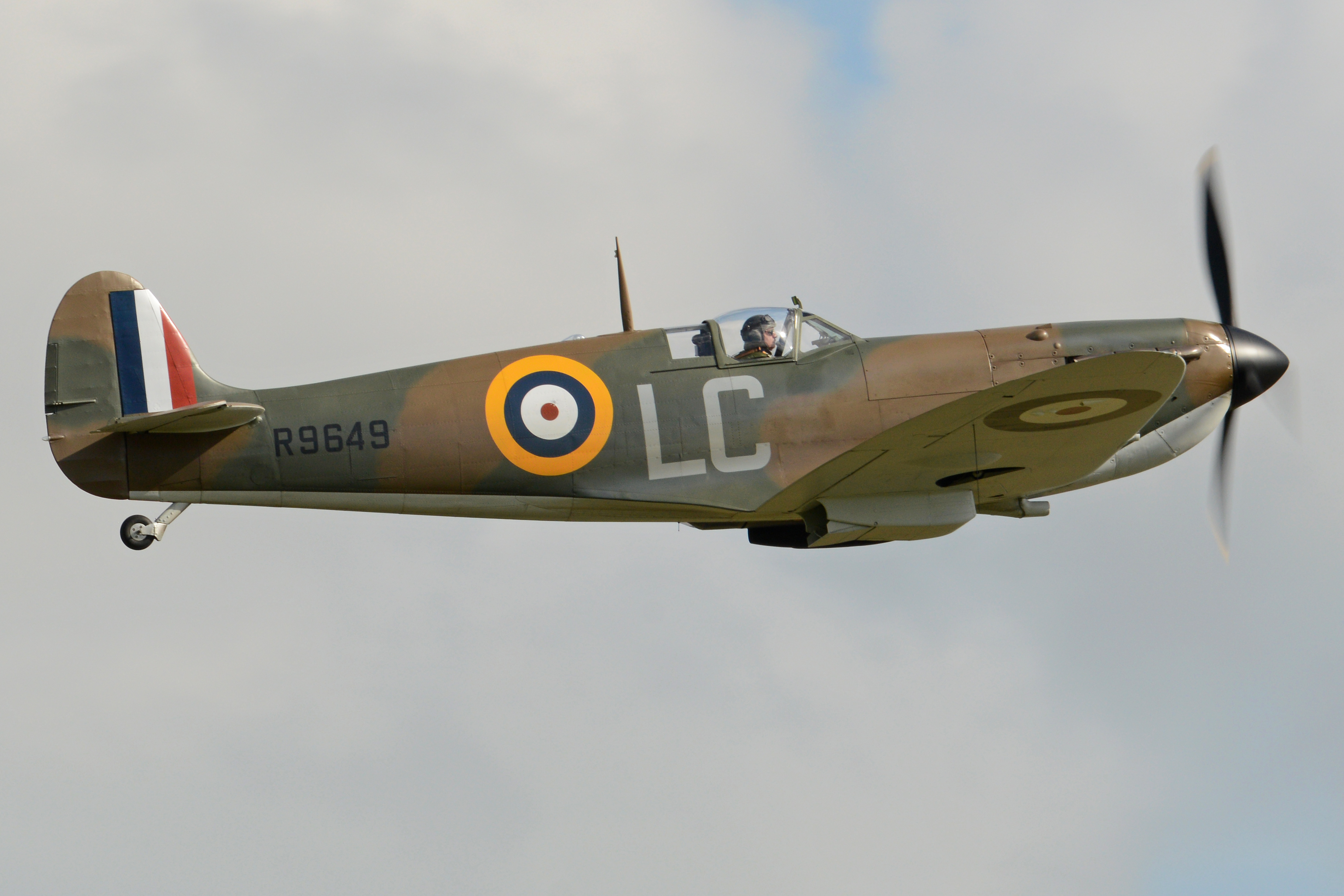
واحدة من نافثات اللهب التي تم استخدامها

تم تجهيز الطائرات بقمرة قيادة مزدوجة للتصوير أثناء الطيران. تم توفير طائرة نافثة للهب حقيقية من قبل متحف الحرب الإمبراطوري دوكسفورد، وقام مالكها دان فريدكين بقيادة الطائرة التي تم إطلاق النار عليها وهي تهبط على الشاطئ في دونكيرك. كان لا بد من القيام بهذه المهمة في غضون 45 دقيقة، قبل أن يعود المد مرة أخرى. تم إرفاق كاميرات آيماكس بالطائرات المقاتلة باستخدام عدسات غطس وبريسكوب مصنوعة خصيصًا - في الخلف والأمام - وتم غمر نماذج بالحجم الطبيعي كبيرة الحجم من أجل مشهد التصادم. المطارادات فوق القناة تم تصويرها بواسطة وحدة جوية مقرها مطار لي أون سولنت. قضى هاردي ولودن المراحل النهائية من جدول التصوير في بالوس فيرديس، داخل مقصورة القيادة المخصصة لهذا الغرض، مع اتصال محدود مع بقية الممثلين وطاقم العمل. اختتم تصوير دونكيرك في 2 سبتمبر 2016، بعد ثمانية وستين يومًا.

### مرحلة ما بعد الإنتاج
كان لدى مرحلة ما بعد الإنتاج أربع وخمسون ساعة من اللقطات الخام للعمل بها حيث قام لي سميث بتحرير دونكيرك، بدءًا من سبتمبر 2016 بعد أن قام سميث بتجميع اللقطات أثناء تصوير الفيلم. تم التحرير في لوس أنجلوس مع فريق دمج صوتي مكون من ثمانية أشخاص. قال نولان أن تحرير المشاهد الهوائية يمثل تحديًا خاصًا، وشبه ذلك بلعبة الشطرنج. تم استخدام صور محدودة تم إنشاؤها بواسطة الكمبيوتر لتحسين بعض المشاهد. تم قطع ما لا يقل عن عشرة إلى خمسة عشر نسخة طويلة من أجل تحسين التأثير الدرامي. بمجرد الانتهاء من القص، قاموا بإضافة الموسيقى التصويرية. كانت الأصوات الوحيدة التي يمكن استخدامها من تسجيلات الإنتاج في حين تم إعادة إنشاء باقي الأصوات. مصمم الصوت ريتشارد كينج سجل صوت نافثات اللهب الحقيقية في متحف الحرب الإمبراطوري دوكسفورد باستخدام أربعة وعشرين ميكروفونًا.

### الموسيقي التصويرية
بدأ هانز زيمر العمل على الموسيقي التصويرية للفيلم في عام 2016، واستمر العمل لمدة أحد عشر شهرًا، وفي النهاية أنشأ عرضًا تجريبيًا مدته 100 دقيقة. من أجل الحدة، تمت كتابة السيناريو لاستيعاب الوهم السمعي لتأثير نغمة شيبرد، والتي سبق إستخدامها في فيلم نولان العظمة. اقترن هذا بصوت ساعة الجيب الخاصة بنولان، والتي سجلها وأرسلها إلى زيمر ليستخدمها في الموسيقي التصويرية. تم تقديم موسيقى إضافية من قبل لورن بالف، وأندرو كاوتشينسكي، وستيف مازارو، وبنجامين والفيش.
| 1.  | "The Mole"               | هانز زيمر                                               | 5:36 |
| 2.  | "We Need Our Army Back"  | هانز زيمر                                               | 6:28 |
| 3.  | "Shivering Soldier"      | هانز زيمر                                               | 2:52 |
| 4.  | "Supermarine"            | هانز زيمر                                               | 8:03 |
| 5.  | "The Tide"               | هانز زيمر                                               | 3:49 |
| 6.  | "Regimental Brothers"    | هانز زيمر ولورن بالف                                    | 5:04 |
| 7.  | "Impulse"                | هانز زيمر                                               | 2:37 |
| 8.  | "Home"                   | هانز زيمر و بنجامين والفيشتش                            | 6:02 |
| 9.  | "The Oil"                | هانز زيمر                                               | 6:11 |
| 10. | "Variation 15 (Dunkirk)" | هانز زيمر و إدوارد إلجار                                | 5:52 |
| 11. | "End Titles"             | هانز زيمر و إدوارد إلجار و لورن بالف و بنجامين والفيشتش | 7:13 |

## التسويق والإطلاق

### التسويق
ظهر الإعلان التشويقي لأول مرة في دور السينما قبل عرض فيلم فرقة الانتحار وتم إصداره على الإنترنت في 4 أغسطس 2016. وفقًا لشركة تحليلات البيانات ليسن فرست الإعلامية، فقد حقق أكبر تفاعل على تويتر مقارنة بأي مقطع دعائي تم إصداره في ذلك الأسبوع. تم إصدار أول مقطع دعائي كامل في 14 ديسمبر 2016، بالإضافة إلي مقدمة حصرية للسينما مدتها خمس دقائق. كان فيلم دونكيرك أكثر الأفلام مناقشة في ذلك الأسبوع وفقًا لشركة القياس الإعلامي كومسكور. بثت شركة وارنر برذرز إعلانًا تلفزيونيًا يتزامن مع تصفيات النهائية لدوري كرة السلة الوطنية الأمريكية لعام 2017. تم إصدار المقطع الدعائي الرسمي في 5 مايو 2017، بعد عد تنازلي على موقع الفيلم وأربعة مقاطع تشويقية مدتها 15 ثانية. كان دونكيرك مرة أخرى الفيلم الأكثر مناقشة في ذلك الأسبوع وفقًا لـ كومسكور. في 6 يوليو، أصدرت شركة وارنر برذرز مقطعًا دعائيًا آخر، والذي كان للمرة الثالثة الفيلم الأكثر مناقشة هذا الأسبوع.

### الإطلاق
كان العرض العالمي الأول في 13 يوليو 2017 في أوديون ليستر سكوير في لندن. تم عرض الفيلم بشكل مسرحي في 21 يوليو، تم عرضه بصيغة آيماكس، 70 ملم و 35 ملم. عُرض الفيلم في البداية في 125 دار عرض بصيغة 70 ملم، وهو أوسع إصدار بهذا الشكل في خمسة وعشرين عامًا. تم عرض دونكيرك بصيغة آيماكس بشكل خاص في مهرجان تورونتو السينمائي الدولي 2017، وهو أول فيلم نولان يظهر في المهرجان منذ ذلك الحين. بعد الإصدار الأصلي للفيلم لمدة 126 يومًا، أعيد إصدار الفيلم في خمسين مسرح آيماكس و 70 ملم في 1 ديسمبر وتوسع إلى 250 مدينة إضافية في يناير 2018. تم إصدار دونكيرك رقميًا في 12 ديسمبر 2017، أصبح الفيلم متاحًا على 4K و Blu-ray و DVD في 18 ديسمبر في المملكة المتحدة و 19 ديسمبر في الولايات المتحدة.

## الإستقبال

### إيرادات شباك التذاكر
حقق دونكيرك إيرادات بلغ إجمالي أرباحها 188 مليون دولار في الولايات المتحدة وكندا، و 337 مليون دولار في دول أخرى، بإجمالي 525 مليون دولار في جميع أنحاء العالم، مقابل ميزانية إنتاج تتراوح بين 100 و 150 مليون دولار. على الصعيد العالمي، يعتبر الفيلم الأكثر ربحًا والذي يتحدث عن الحرب العالمية الثانية، متجاوزًا إيرادات فيلم إنقاذ الجندي رايان البالغة 482 مليون دولار.

### الجوائز
حصل الفيلم على جائزة أفضل مونتاج في حفل توزيع جوائز اختيار النقاد الثالث والعشرين، وسبعة ترشيحات أخرى: لأفضل صورة، وأفضل مخرج، وأفضل فريق تمثيل، وأفضل تصوير سينمائي، وأفضل مؤثرات بصرية، وأفضل موسيقي تصويرية، وأفضل تصميم إنتاج. كما فاز بجائزة أفضل صوت في حفل توزيع جوائز الأكاديمية البريطانية للأفلام الـ 71 بالإضافة إلى سبعة ترشيحات: لأفضل فيلم وأفضل إخراج وأفضل موسيقى أصلية وأفضل تصوير سينمائي وأفضل مونتاج وأفضل تصميم إنتاج وأفضل مؤثرات بصرية خاصة. في حفل توزيع جوائز غولدن غلوب الـ 75، تلقى ثلاثة ترشيحات لأفضل فيلم سينمائي - دراما، وأفضل مخرج، وأفضل موسيقى أصلية. في حفل أوسكار رقم 90 فاز فيلم دونكيرك بجائزة أوسكار أفضل مونتاج، وهي الجائزة الثالثة له بعدما توج بجائزتي أفضل تحرير أصوات، وأفضل مونتاج صوتي.

## وصلات خارجية
- مقالات تستعمل روابط فنية بلا صلة مع ويكي بيانات

لا توجد روابط لمواقع التواصل الاجتماعي.